# Dmytriwka (hromada Zełenyj Pid)
Dmytriwka (ukr. Дмитрівка) – wieś na Ukrainie, w obwodzie chersońskim, w rejonie kachowskim, w hromadzie Zełenyj Pid. W 2001 liczyła 948 mieszkańców.